# Saemundssonia integer
Saemundssonia integer är en insektsart som först beskrevs av Nitzsch in Giebel 1866.  Saemundssonia integer ingår i släktet Saemundssonia, och familjen fjäderlöss. Arten är reproducerande i Sverige.